# Onorato Carlandi

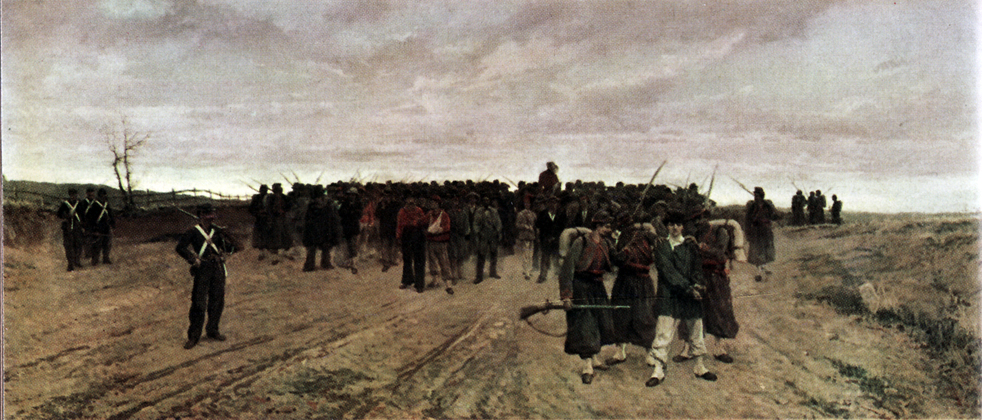
Onorato Carlandi, Ritorno da Mentana

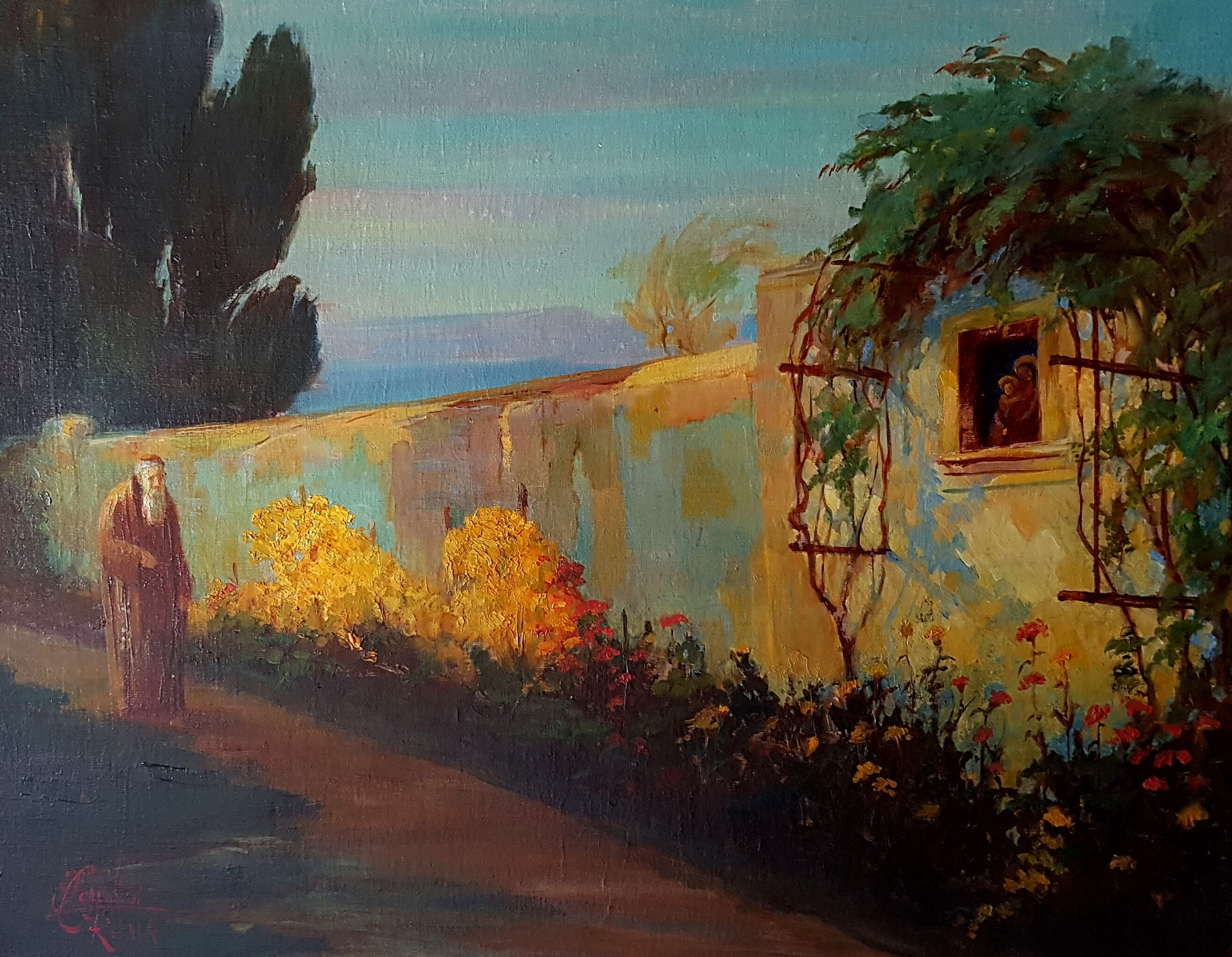
Onorato Carlandi, Paesaggio della Campagna Romana (olio su tela)

Onorato Carlandi (Roma, 15 maggio 1848 – Roma, 11 aprile 1939) è stato un pittore italiano.

## Biografia
Era figlio di Francesco e di Camilla Castellani e quindi nipote di Fortunato Pio Castellani. La famiglia l'aveva destinato alla carriera di avvocato, ma egli invece s'iscrisse all'Accademia di belle arti di Roma.
A 18 anni andò volontario tra i Cacciatori delle Alpi di Garibaldi. A Roma espose alcuni quadri di ispirazione risorgimentale: La barca dei Cairoli, I prigionieri di Mentana.
Nel 1875, assieme a Ettore Roesler Franz, a Pio Joris e a Cesare Biseo, fondò la "Società degli Acquerellisti romani".
Nel 1880 si recò in Inghilterra, dove poté studiare i paesaggisti inglesi. Visse a Londra fino al 1891, quando tornò a Roma e partecipò alla associazione "In arte libertas". Allo scioglimento di questa fondò, assieme ad altri il gruppo dei "XXV della campagna romana", di cui divenne l'artista più rappresentativo. Strinse amicizia con il pittore toscano Cesare Bertolla, con il quale visitava le paludi di Maccarese, dove le paludi riflettevano la luminosità del cielo.
Nel 1899 partecipò alla III Esposizione internazionale d'arte di Venezia.
Il 18 aprile 1908 fu iniziato in Massoneria in Italia nella Loggia Rienzi di Roma.
Sue opere sono conservate a Roma alla Galleria nazionale d'arte moderna e contemporanea, alla Galleria comunale d'arte moderna, alla Galleria dell'Accademia nazionale di San Luca e al Museo di Roma e a Torino alla Galleria civica d'arte moderna e contemporanea.